# 鼎州 (北宋)
鼎州，北宋时设置的州。
大中祥符五年（1012年）改朗州置，治所在武陵县（今湖南省常德市），属荆湖北路。以神鼎出于其地得名。辖境相当今湖南省常德、汉寿、沅江、桃源等市县地。南宋乾道元年（1165年）升为常德府。建炎四年（1130年），武陵县人钟相在县境唐封乡起义，称楚王，年号天载，鼎、澄、潭、岳、辰等州凡19县均响应，声势浩大，震撼宋廷。 